# گازانیا اسپلندنس

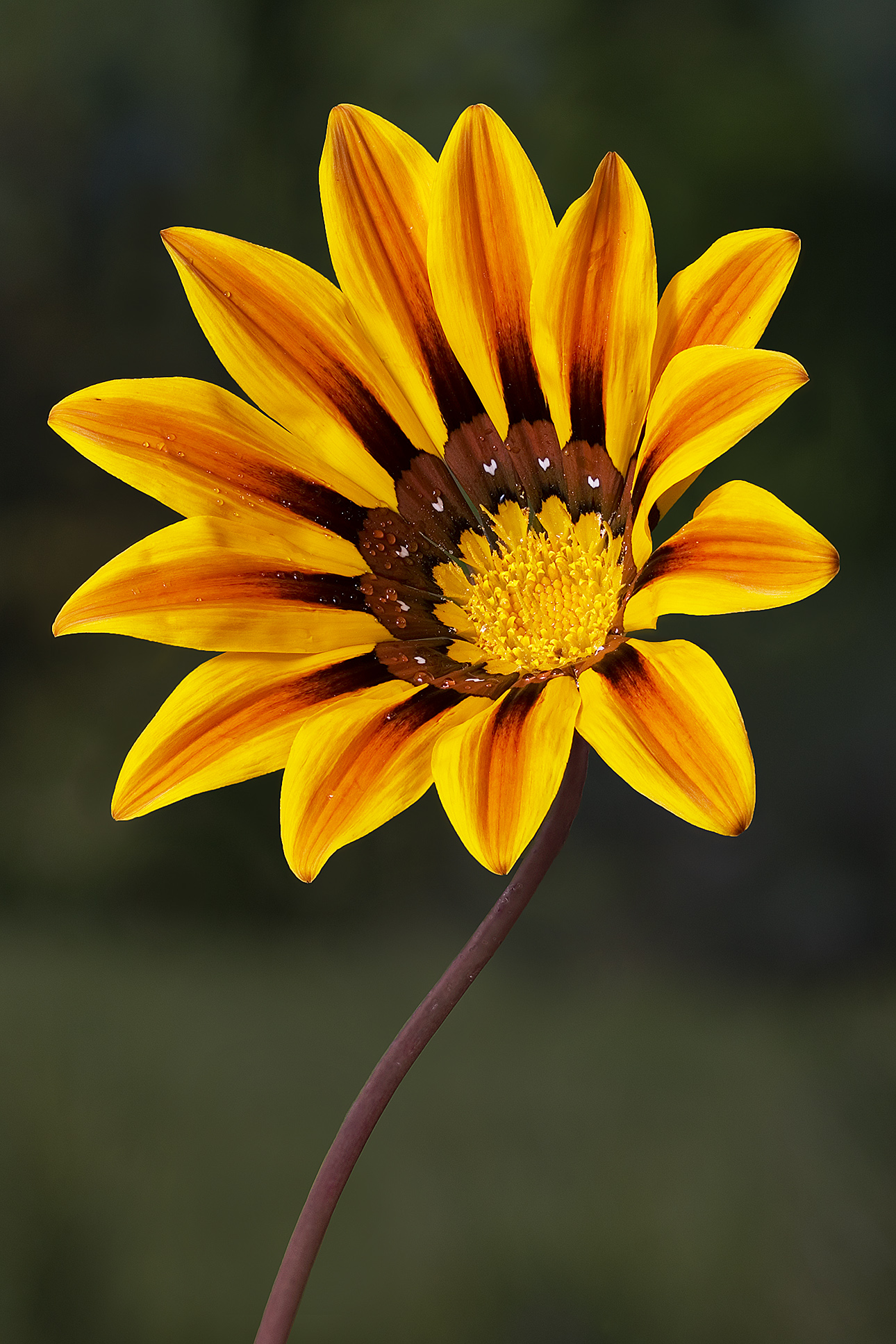

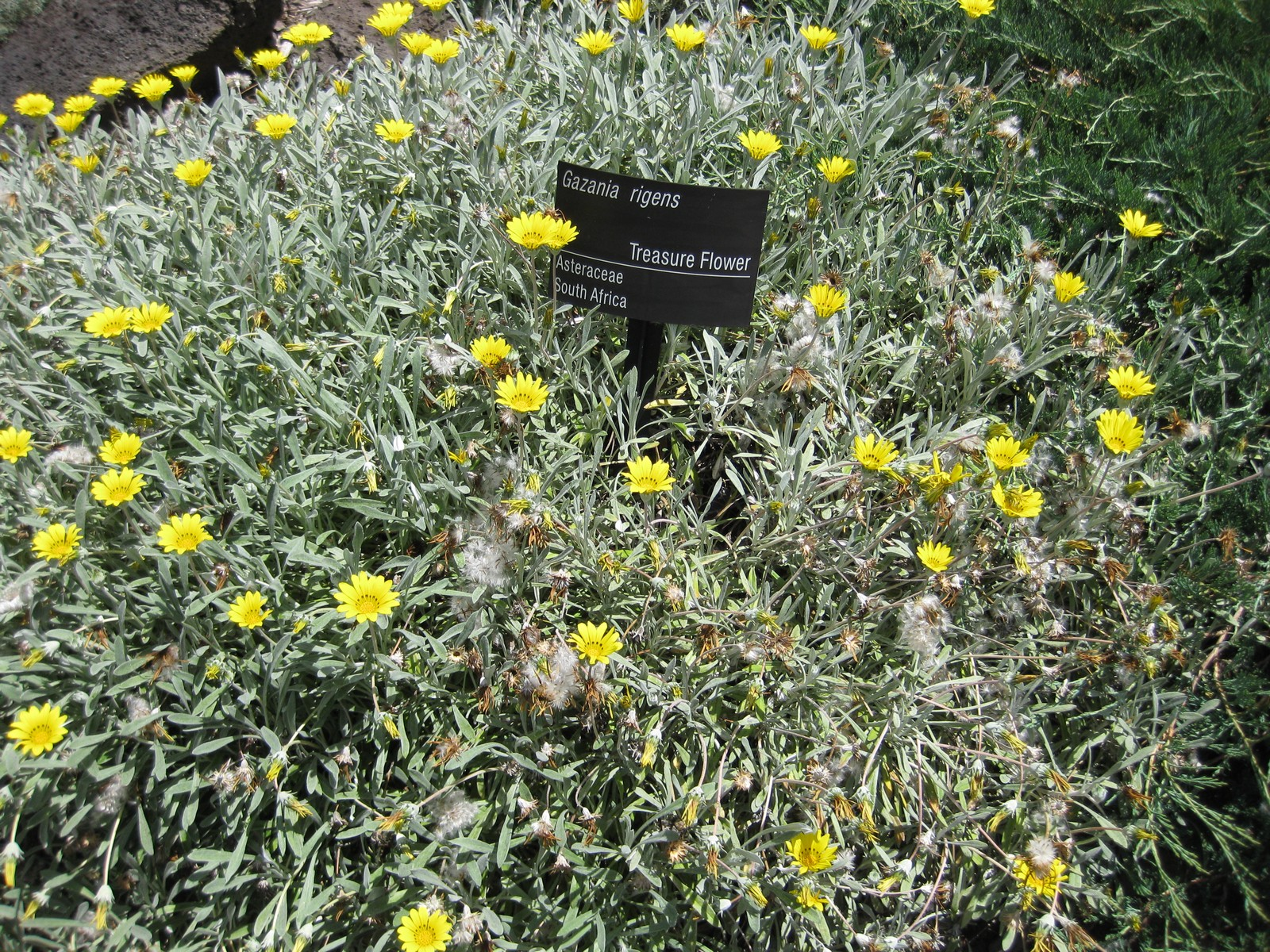

گازانیا اسپلندنس (نام علمی:  Gazania rigens)، مترادف (نام علمی:  Gazania splendens) یک گونه گلدار از تیره کاسنیان می‌باشد. این گیاه بومی آفریقای جنوبی می‌باشد و به عنوان یک گیاه زینتی در باغها کاشته می‌شود و عمری کوتاه دارد. در استرالیا این گیاه با نام coastal gazania (گازانیای ساحلی) شناخته می‌شود و در تپه‌های شنی ساحلی و در کنار جاده‌ها به وفور دیده می‌شود. در باغها و باغچه‌ها برای مرز بندی کردن گیاهی بسیار مناسب می‌باشد و به علت گلهای زیبایی که دارد برای استفاده در سبدهای گل بسیار جلوه گر است.
گیاهی چندساله است با رشد کم. ارتفاع این گیاه ۵۰ سانتی‌متر می‌باشد و گستردگی حدود ۲۰ سانتی‌متر دارد. گلهای آصف السلطنه بسیار زیبا می‌باشند و به رنگهای کرم، برنز، صورتی، زرد، نارنجی، قرمز و سفید یا ترکیبی از این رنگها دیده می‌شود. فصل گلدهی این گیاه از تابستان تا اوایل پاییز می‌باشد.
آفات و بیماری گل گازانیا :
آفاتی که احتمال شیوع آنان وجود دارد شته، کنه تار عنکبوتی و شپشکهای گیاهی همانند شپشک آردآلود هستند. در صورت شیوع این آفات بهتر است که از سموم سیستماتیک برای مبارزه با آنان استفاده کرد. از بیماری ها نیز می توان به سفیدک پودری اشاره کرد که در اثر شیوع آن بر روی برگها و نواحی جوان گیاه پودری سفید- خاکستری شکل می گیرد و به تدریج از قدرت رویش گیاه کاشته شده و برگسار زرد رنگ می شوند و میریزند. قارچهایی که منجر به پوسیدگی ریشه و ساقه این گیاه می شوند نیز در شرایط آبیاری بیش از اندازه و یا سنگین بودن خاک محل کاشت و عدم زهکش مناسب، می توانند منجر به از بین رفتن گیاه شوند.
آبیاری :
```
گازانیا گیاهی مقاوم به خشکی است ولی برای رشد ایده آل به آبیاری متوسط و منظم نیاز دارد بطوری که آبیاری زیاد و سنگین و باقیماندن آب به مدت طولانی در اطراف ریشه و ساقه های این گیاه باعث پوسیدگی ریشه و در نهایت از بین رفتن گیاه خواهد شد.
```

نور : 
گازانیا برای رشد مطلوب به نور مستقیم و کامل آفتاب (روزانه حدود 5 الی 6 ساعت) نیاز دارد. اگر میزان نوردهی گیاه کم شود سبب می شود منجر به عدم شکل گیری گلها و همچنین عدم باز شدن و شکوفایی کامل گلها می شود.
دما : 
```
گازانیا شرایط گرم و خشک را دوست دارند و همانند گلهای وینکا ، کیهان ، و یا گلهای سفید به طور مشابه با هوای گرم سازگار هستند.
```

دمای مناسب گیاه گازانیا بین ۲۵ تا ۳۰ درجه است، البته این گیاه همانطور که گفتیم به گرما مقاوم بوده و در صورت گرما و با آبیاری مناسب، مشکلی ایجاد نمی‌شود. قسمت طوقه و زیرزمینی گیاه تا صفر درجه را تحمل می‌کند. اما مراقب باشید که اگر دما از ۱۵درجه کمتر شود، گلدهی گیاه کاهش افته و برگسار آن زرد می‌شود و کم‌کم گیاه از بین می‌رود.
خاک :
گازانیا در خاکهایی را که از لحاظ غذایی فقیر محسوب می شوند نیز رشد میکند اما برای رشد مناسب به خاک شنی با زهکشی خوب نیاز دارد تا خاک را در خور نگه ندارد.
در صورت تهیه مخلوط خاکی از موادی مانند خاک برگ، کود پوسیده دامی و یا ورمی کمپوست ، دیگر نیازی به کوددهی این گیاه نیست اما در صورت نیاز میتوان از کود کامل مایع یک بار در بهار و یک بار در تابستان استفاده کرد.

## تکثیر
تکثیر این گیاه به ۲ روش امکان‌پذیر است:
1. کاشتن بذر: در اواخر زمستان بذر را در یک فضای سرپوشیده بکارید و پس از آخرین روز سرما به بیرون منتقل کنید.
2. قلمه زدن که بهتر است در اواخر تابستان صورت گیرد.